# سفارة كوريا الجنوبية في نيوزيلندا
سفارة كوريا الجنوبية في نيوزيلندا هي أرفع تمثيل دبلوماسي لدولة كوريا الجنوبية لدى نيوزيلندا. تقع السفارة في ويلينغتون وهي تهدف لتعزيز المصالح الكورية جنوبية في نيوزيلندا.

## وصلات خارجية
- قائمة سفارات كوريا الجنوبية
- قائمة السفارات في نيوزيلندا